# Francisco Manuel Sousa
Francisco Manuel Sousa (Tortosendo, 2 de Julho de 1990) é um jovem realizador português. Estudou Cinema na Universidade da Beira Interior, na Covilhã.

## Biografia
Criado em Castelo Branco, Francisco Manuel Sousa revelou, desde pequeno, uma predilecção pelo Cinema. Estudante de Artes Visuais no ensino secundário, ingressou no curso de Cinema da Universidade da Beira Interior.
Em 2011, como Projecto Final de licenciatura, assinou o guião, a realização e a montagem da sua primeira curta-metragem, Os Últimos Dias, que recebeu uma Menção Honrosa na primeira edição do FARCUME – Festival de Curtas-Metragens de Faro, tendo participado ainda em festivais como o Lisbon & Estoril Film Festival ou o Festival de Cinema Digital de Odemira.
No ano seguinte, produziu e realizou, em conjunto com João Rodrigues e João Garcia, a curta-metragem Cool, uma adaptação do conto homónimo de Luís Paulo Gonçalves.

## Filmografia

### Curtas-metragens
- A Última Ceia (2012)
- Cool (2012)
- Os Últimos Dias (2011)